# Főtér Fesztivál
A Főtér Fesztivál Nagybánya legnagyobb magyar rendezvénye. 2006-ban valósult meg először, a helyi magyar egyesületek összefogásával. 2010-től az abban az évben bejegyzett Főtér Fesztivál Egyesület vállalja a rendezvény megszervezését. Minden év szeptember közepén, a történelmi városközpontban rendezik meg. Erre utal jelmondata is, a közismert LGT sláger soraival: „Miénk itt a tér...!”
A Főtér Fesztivál ifjúsági rendezvényként indult, ez alapvetően ma is meghatározza programjait: sportvetélkedők, ügyességi- és csapatversenyek, színházi előadások, gyermekprogramok, táncház, koncertek, kocsmabulik, környezetvédelmi akciók, képzőművészeti kiállítások, kézműves vásár, hagyományőrző programok, lovagi tornák stb.